# 久德浦平腹蛛
久德浦平腹蛛（学名：Gnaphosa jodhpurensis）为平腹蛛科平腹蛛属的动物。分布于印度以及中国大陆的西藏等地，常栖息于草原石块下。该物种的模式产地在印度。